# نقطة تفتيش هيلمشتيت-مارينبورن
نقطة تفتيش هيلمشتيت - مارينبورن الحدودية ( (بالألمانية: Grenzübergang Helmstedt-Marienborn)‏، التي تسمى Grenzübergangsstelle Marienborn (GÜSt) ( عبور الحدود Marienborn) من قبل الجمهورية الديمقراطية الألمانية (GDR)، كان أكبر وأهم معبر حدودي على الحدود الألمانية الداخلية أثناء تقسيم ألمانيا. نظرًا لموقعها الجغرافي، الذي يسمح بالوصول لأقصر طريق بري بين ألمانيا الغربية وبرلين الغربية، فإن معظم حركة المرور العابرة من وإلى برلين الغربية أستخدمت معبر هيلمشتيت-مارينبورن. تستخدم معظم طرق السفر من ألمانيا الغربية إلى ألمانيا الشرقية وبولندا أيضًا هذا المعبر. وجد المعبر في الفترة بين عامي 1945-1990. أطلق على المعبر اسم ألفا من قبل الحلفاء الغربيين.

## التاريخ

### نقاط التفتيش الأولى

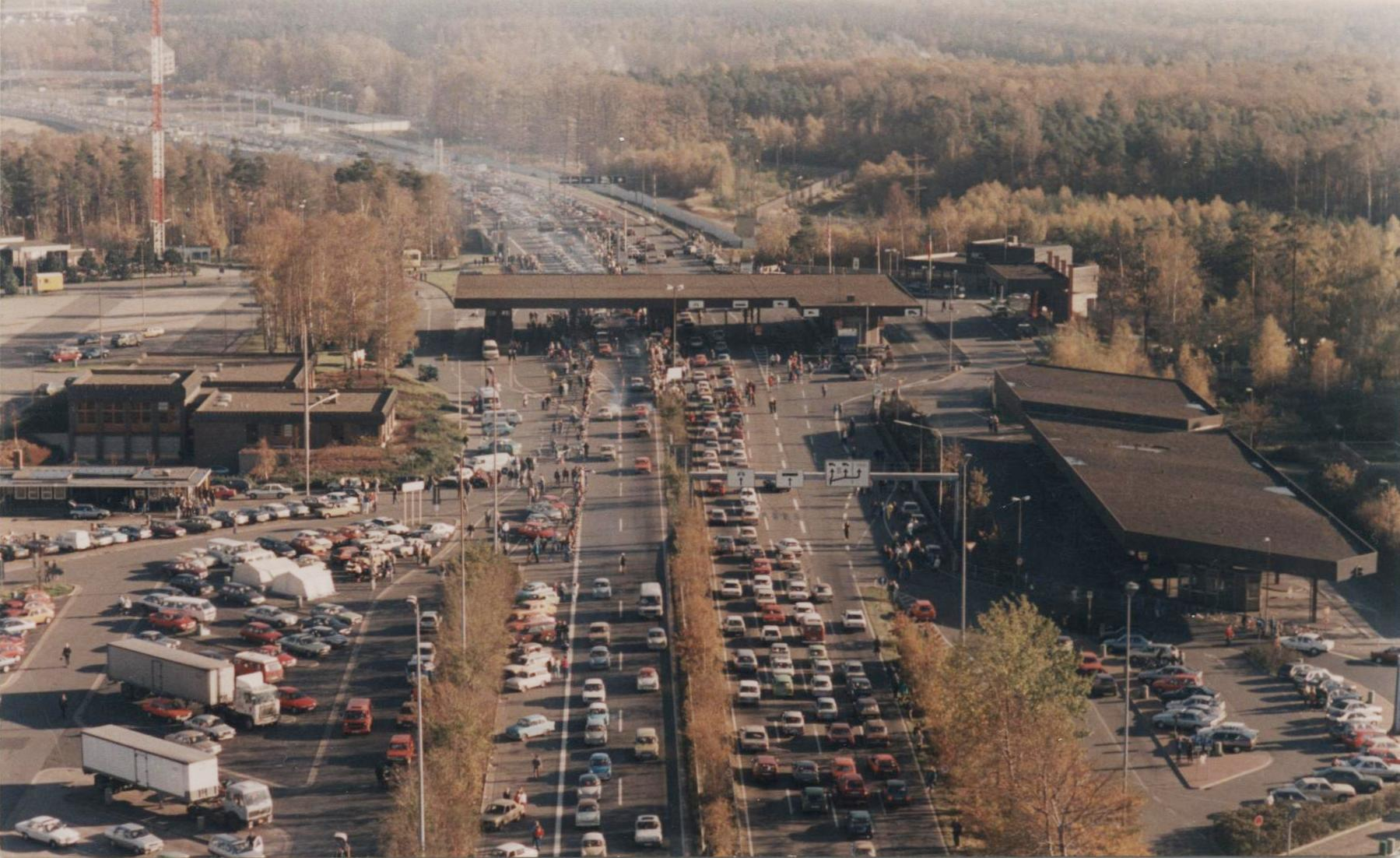
حاجز ألمانيا الغربية في نوفمبر 1989

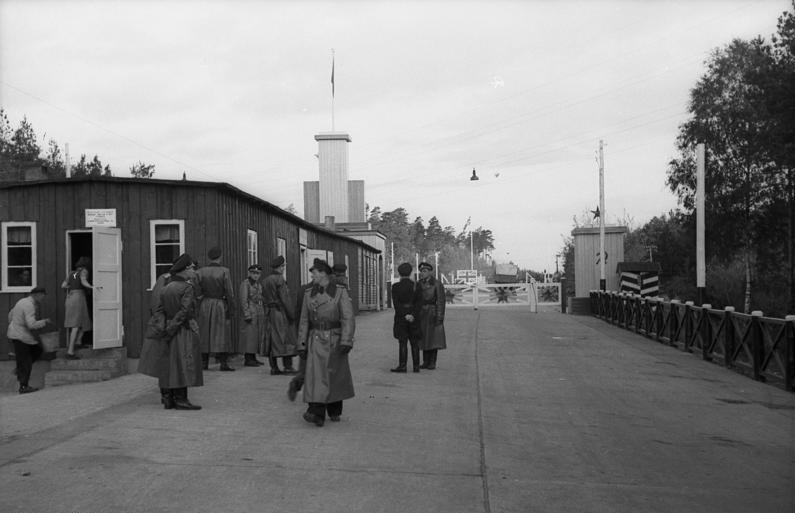
هيلمشتيت مارينبورن من منطقة الاحتلال السوفيتي في عام 1949

تم إنشاء نقطة تفتيش في الموقع في 1 يوليو 1945، والتي كانت على خط الترسيم بين مناطق الاحتلال البريطاني والسوفييتي. شمل نطاقها حركة السكك الحديدية بين المدن وكذلك حركة السيارات على الرايخ أوتوبان بين هانوفر وبرلين. تقع مباني نقاط التفتيش مباشرة على حدود المناطق، وتتألف من مباني خشبية مؤقتة في معظمها.
من أهم نقاط التفتيش الداخلية الألمانية، تم تسمية معبر أوتوبان في هلمشتيت باسم ألفا من قبل الحلفاء الغربيين. نظيره في البلدة الجنوبية من برلين دريليندين كان اسمه برافو. اكتسبت العلاقة بين نقاط التفتيش هذه أهميتها من كونها أقصر صلة بين المناطق الغربية وبرلين، 170 كيلومتر (110 ميل). خلال حصار برلين، الذي استمر من يونيو 1948 إلى مايو 1949، تم إغلاق الحاجز السوفيتي.
من عام 1950 فصاعدا، قامت ألمانيا الشرقية Grenzpolizei (فيما بعد حرس الحدود للجمهورية الديمقراطية الألمانية بمراقبة الحدود على الجانب الشرقي من نقطة التفتيش، باستثناء الجيش السوفيتي، الذي رافق حركة المرور العسكرية المتحالفة من وإلى برلين الغربية. بسبب التوترات المتزايدة بين الحلفاء الغربيين والاتحاد السوفيتي خلال الحرب الباردة، تم توسيع المعبر الحدودي على نطاق واسع وزاد الأمن خلال السنوات التالية. ومع ذلك، تم اعتبار نقطة التفتيش الأصلية في نهاية المطاف غير آمنة للعمل بشكل فعال.

## نقطة تفتيش ألفا
كانت نقطة التفتيش هذه واحدة من ثلاث نقاط تفتيش يستخدمها الحلفاء الغربيون. سماها الجانب الغربي (في المنطقة البريطانية السابقة) باسم نقطة تفتيش ألفا مستخدمين الحرف الأول من الأبجدية الصوتية للناتو. كان جانب الحلفاء من نقطة التفتيش للدخول إلى برلين الغربية هو نقطة التفتيش برافو، وكانت نقطة تفتيش تشارلي نقطة تفتيش الحلفاء لدخول (والخروج من) برلين الشرقية.